# 위성국

붉은 색은 2차 세계대전 이후 점령군 명목으로 소련이 점령한 중앙유럽 국가들이다. 해당 국가들은 소련 정치제도를 받아들이고 소련의 정치적 간섭을 중대하게 받았으며, 냉전 내내 소련의 영향력 아래에 있었으며 미국을 비롯한 서방세계와의 대결 수단이 됐다.

위성국(衛星國, 영어: satellite state) 혹은 위성 국가는 공식적으로는 독립 국가이지만 다른 나라로부터 강력한 영향력 하에 있는 나라이다. 이 용어는 주로 냉전 중 바르샤바 조약의 동유럽 국가와 몽골 또는 투바를 지칭하는데 쓰인다.
전쟁이나 위기 상황에서 위성국은 때때로 두 강대국 사이의 완충 역할을 한다. 위성국은 이념적 종속을 의미하는 반면, 괴뢰국은 정치적, 군사적 종속을 나타낸다.

## 소련

### 전간기

#### 몽골
1921년 적백내전 도중 몽골의 혁명가들은 소련의 도움을 받아 로만 폰 웅게른슈테른베르크를 몽골에서 추방하였다. 복드 칸의 죽음 이후 1924년 11월 16일 몽골인민공화국이 선포되었다. 명목상 독립 국가인 몽골은 1924년부터 1991년까지 소련의 위성국이었다.

#### 투바
적백내전 동안 소련은 탄누투바를 점령했다. 1921년 독립한 투바인민공화국은 1944년까지 소련의 위성국이었다가 소련에 편입되었다.

#### 극동
적백내전 동안 존재했던 극동 공화국 역시 소련의 초기 위성국 중 하나이다.

### 냉전
제2차 세계 대전 이후 많은 중앙유럽 국가들은 소련에 점령되었고 이들을 소련과 함께 소비에트 제국이라 불렸다. 소련군이 철수한 이후에도 이들은 소련의 영향을 받았으며 각국에 마르크스-레닌주의 체제가 구축되었다. 마르크스-레닌주의자들은 이들의 정부를 장악했다.
소련의 주요 위성국으로는 알바니아 사회주의 인민공화국, 폴란드 인민공화국, 불가리아 인민공화국, 루마니아 사회주의 공화국, 체코슬로바키아 사회주의 공화국, 독일 민주 공화국, 헝가리 인민공화국, 아프가니스탄 민주 공화국 등이 있다.
현재까지 이어지는 국가의 예로는 프랑스와 모나코, 스위스와 리히텐슈타인을 예로 들 수 있다. 이 두 국가는 화폐를 공유하며, 군사 및 경찰 관리 권한을 위임하고 있다.

## 미국

### 이라크
이라크 전쟁 이후 미국은 이라크를 점령하였고 이후 일시적으로 이라크는 미국의 위성국으로 있었다.

## 시리아

### 레바논
레바논은 자주 시리아의 간섭을 받았다.

## 같이 보기
- 완충국
- 종속국

## 참고 자료
- 이 문서에는 다음커뮤니케이션(현 카카오)에서 GFDL 또는 CC-SA 라이선스로 배포한 글로벌 세계대백과사전의 내용을 기초로 작성된 글이 포함되어 있습니다.